# E Street Band
E Street Band er en rockgruppe, der i perioder har spillet på turneer og indspillet plader med Bruce Springsteen siden 1972.
Gruppen har desuden (samlet eller enkeltvis) indspillet plader med en lang række andre kunstnere som Bob Dylan, Meat Loaf, Bonnie Tyler, Dire Straits, David Bowie, Sting, Ringo Starr, The Grateful Dead, Santana, Lady Gaga og Aretha Franklin.
Når gruppen ikke spiller med Bruce Springsteen eller andre musikere, arbejder de med egne projekter, og flere af medlemmerne har opnået succes under egne navne, heriblandt Max Weinberg, der i spidsen for The Max Weinberg 7 har været husorkester i Conan O'Briens tv-shows siden 1993, samt Steven Van Zandt, der havde en vigtig rolle i tv-serien The Sopranos (1999-2007).